# 国鉄8400形蒸気機関車
8400形は、かつて日本国有鉄道の前身たる鉄道院・鉄道省に在籍したテンダ式蒸気機関車である。

## 概要
元は、1898年（明治31年）に山陽鉄道がアメリカのロジャーズ・ロコモティブ・ワークスで4両（製造番号5229 - 5232）を製造した、車軸配置2-6-0(1C)、2気筒単式の飽和式テンダ機関車である。山陽鉄道での形式は14形、番号は製造番号と同順で82 - 85とした。これらは、ボールドウィンの仕様書を示して、ロジャーズ社に発注されたもので、7形（後の鉄道院8350形）と大差ない。同様の経緯で、車軸配置4-4-0(2B)形のテンダー機関車（13形。後の鉄道院5950形）11両が発注されている。
形態は典型的なアメリカ古典形で、ボイラーはストレートトップ型、第2缶胴上に蒸気ドームが、第1缶胴上に砂箱が設けられていた。また、煙室の側面から端梁にはブレース（支柱）が渡されている。炭水車は3軸で、後位側が2軸ボギー台車とされた、片ボギー式である。ロジャーズ社の様式に則り、運転室は鋼製の大型なものだが、その全長のうち3分の2はボイラー火室が占めている。そのためボイラーが短く見え、ずんぐりとした印象である。
1906年（明治39年）の山陽鉄道国有化にともなって国有鉄道籍となり、1909年（明治39年）に制定された鉄道院の車両形式称号規程により、8400形（8400 - 8403）と改称された。
山陽鉄道時代は、糸崎・広島間の勾配区間用に使用された。国有化後は豊岡・鳥取間の山陰線で一時使用された後、大正の中期には再び糸崎に戻って山陽線の岡山・広島間で使用された。その後は、姫路や一部は王寺に移って和歌山線で使用されたが、晩年は入換用となって動力逆転機を装備し、神戸港、東灘、梅小路などで使用された。
廃車は1933年（昭和8年）および1934年（昭和9年）で、民間への払い下げ並びに保存されたものはなかった。

## 主要諸元
- 全長 : 14,503mm
- 全高 : 3,607mm
- 全幅 : 2,604mm
- 軌間 : 1,067mm
- 軸配置 : 2-6-0(1C)
- 動輪直径 : 1,372mm
- 弁装置 : スチーブンソン式アメリカ型
- シリンダー（直径×行程） : 406mm×559mm
- ボイラー圧力 : 11.2kg/cm2
- 火格子面積 : 1.46m2
- 全伝熱面積 : 102.2m2
  - 煙管蒸発伝熱面積 : 92.7m2
  - 火室蒸発伝熱面積 : 9.5m2
- ボイラー水容量 : 4.4m3
- 小煙管（直径×長サ×数） : 44.5mm×3,221mm×200本
- 機関車運転整備重量 : 39.61t
- 機関車空車重量 : 35.54t
- 機関車動輪上重量（運転整備時） : 34.32t
- 機関車最大動輪軸重（第1動輪上） : 11.83t
- 炭水車重量（運転整備） : 24.24t
- 炭水車重量（空車） : 13.34t
- 水タンク容量 : 9.71m3
- 燃料積載量 : 2.95t